# 188693 Roosevelt
188693 Roosevelt è un asteroide della fascia principale. Scoperto nel 2005, presenta un'orbita caratterizzata da un semiasse maggiore pari a 2,3880458 au e da un'eccentricità di 0,1469459, inclinata di 7,11506° rispetto all'eclittica.
Il nome dell'asteroide ricorda il presidente americano Theodore Roosevelt.